# Eredivisie (mannenhandbal) 1988/89
De Eredivisie is de hoogste afdeling van het Nederlandse handbal bij de heren op landelijk niveau. In het seizoen 1988/1989 werd HAKA/E&O voor de eerste keer landskampioen. Jahn II en UDSV degradeerden naar de Eerste divisie.

## Opzet
De twaalf teams spelen in competitieverband tweemaal tegen elkaar. De nummer één mag zich landskampioen van Nederland noemen, de nummers elf en twaalf degraderen naar de eerste divisie.

## Teams
| Club                | Plaats      | Provincie     | Hal            |
| ------------------- | ----------- | ------------- | -------------- |
| Aalsmeer            | Aalsmeer    | Noord-Holland | De Bloemhof    |
| Kwantum/Blauw Wit   | Neerbeek    | Limburg       | De Haamen      |
| HAKA/E&O            | Emmen       | Drenthe       | Angelslo       |
| Hotelplan/Hellas    | Den Haag    | Zuid-Holland  | Duyvensteinhal |
| van Eijmeren/Hermes | Den Haag    | Zuid-Holland  | Ockenburghal   |
| Hengelo             | Hengelo     | Overijssel    | Veldwijk       |
| Jahn II             | Stadskanaal | Groningen     |                |
| VGZ/Sittardia       | Sittard     | Limburg       | Stadssporthal  |
| Swift Arnhem        | Arnhem      | Gelderland    | Elderveld      |
| Tachos              | Waalwijk    | Noord-Brabant | Taxandriahal   |
| UDSV                | Utrecht     | Utrecht       |                |
| Herschi/V&L         | Geleen      | Limburg       | Glanerbrook    |

## Stand
| Pos | Club                | Wed | Ptn | Opmerking                      |
| --- | ------------------- | --- | --- | ------------------------------ |
| 1   | HAKA/E&O            | 22  | 40  | Landskampioen                  |
| 2   | Herschi/V&L         | 22  | 39  |                                |
| 3   | Aalsmeer            | 22  | 29  |                                |
| 4   | Kwantum/Blauw Wit   | 22  | 29  |                                |
| 5   | van Eijmeren/Hermes | 22  | 27  |                                |
| 6   | VGZ/Sittardia       | 22  | 25  |                                |
| 7   | Hotelplan/Hellas    | 22  | 19  |                                |
| 8   | Tachos              | 22  | 18  |                                |
| 9   | Swift Arnhem        | 22  | 17  |                                |
| 10  | Hengelo             | 22  | 9   |                                |
| 11  | Jahn II             | 22  | 8   | Degradatie naar eerste divisie |
| 12  | UDSV                | 22  | 4   | Degradatie naar eerste divisie |

## Handballer van het jaar
Op 15 september 1989 werd in Arnhem de handballer van het jaar uitgeroepen.
| Pos | Naam            | Club              | Trainers | Trainers | Journalisten | Journalisten | Totaal |
| Pos | Naam            | Club              | Pnt      | %        | Pnt          | %            | Totaal |
| --- | --------------- | ----------------- | -------- | -------- | ------------ | ------------ | ------ |
| 1   | Joop Fiege      | HAKA/E&O          | 25       | 1.79     | 50           | 2.78         | 4.57   |
| 2   | Kees Boomhouwer | Aalsmeer          | 35       | 2.5      | 25           | 1.39         | 3.89   |
| 3   | Wil Jacobs      | Herschi/V&L       | 22       | 1.57     | 19           | 1.06         | 2.63   |
| 4   | Jacques Josten  | Kwantum/Blauw Wit | 9        | 0.64     | 13           | 0.72         | 1.36   |
| 5   | Lambert Schuurs | VGZ/Sittardia     | 7        | 0.5      | 11           | 0.61         | 1.11   |

- Jop Hagreize van Aalsmeer werd als talent van het jaar.